# Condado de Wright (Iowa)
El condado de Wright (en inglés: Wright County, Iowa), fundado en 1851, es uno de los 99 condados del estado estadounidense de Iowa. En el año 2000 tenía una población de 14 334 habitantes con una densidad poblacional de 10 personas por km². La sede del condado es Goldfield.

## Geografía
Según la Oficina del Censo, el condado tiene un área total de 1477 km² (570,3 mi²), de la cual 1474 km² (569,1 mi²) es tierra y 5 km² (1,9 mi²) es agua.

### Condados adyacentes
- Condado de Hancock norte
- Condado de Franklin este
- Condado de Hamilton sur
- Condado de Webster suroeste
- Condado de Humboldt oeste

## Demografía

Condado de Wright distribución de la población por edad y sexo, censo de 2000

En el 2000 la renta per cápita promedia del condado era de $36,197, y el ingreso promedio para una familia era de $44,043. El ingreso per cápita para el condado era de $18,247. En 2000 los hombres tenían un ingreso per cápita de $29,398 contra $21,222 para las mujeres. Alrededor del 7.00% de la población estaba bajo el umbral de pobreza nacional.
| 1900   | 1910   | 1920   | 1930   | 1940   | 1950   | 1960   | 1970   | 1980   | 1990   | 2000   |
| ------ | ------ | ------ | ------ | ------ | ------ | ------ | ------ | ------ | ------ | ------ |
| 18.227 | 17.951 | 20.348 | 20.216 | 20.038 | 19.652 | 19.447 | 17.294 | 16.319 | 14.269 | 14.334 |

## Lugares

### Ciudades y pueblos
- Belmond
- Clarion
- Dows
- Eagle Grove
- Galt
- Goldfield
- Rowan
- Woolstock

### Principales carreteras
- Interestatal 35
- U.S. Highway 69
- Carretera de Iowa 3
- Carretera de Iowa 17